# Beauty Behind the Madness
Beauty Behind the Madness — другий студійний альбом канадського співака The Weeknd, що вийшов 28 серпня 2015 року на лейблах XO і Republic. Ще до свого релізу Beauty Behind the Madness був підтриманий 4 успішними синглами: «Often», « Earned It», «The Hills», «Can't Feel My Face». Серед запрошених артистів на альбомі — Лана Дель Рей, Labrinth та Ед Ширан. Альбом зайняв перші місця в хіт-парадах США, Канади, Австралії, Великої Британії, Норвегії, Швеції, став № 2 у Бельгії, Нідерландах, Данії, Ірландії та Новій Зеландії.

## Історія
5 липня 2015 року Ед Ширан заявив на радіостанції Beats 1 (Apple Music), що він працює разом з The Weeknd над його майбутнім альбомом. Ширан також сказав, що Kanye West також візьме участь у цій роботі . 9 липня 2015 року The Weeknd анонсував, що його другий студійний альбом називатиметься Beauty Behind the Madness .
Для просування свого альбому The Weeknd взяв участь у різноманітних музичних заходах 2015 року: в Канаді (4 липня на FVDED у Park in Surrey, Британська Колумбія, Канада), Lollapalooza в Чикаго, Hard Summer Music Festival (Помона), Summer Set Music and Camping Festival (Сомерсет), Made in America Festival (Філадельфія, США), Austin City Limits (Austin), Bumbershoot Festival (Сіетл). .
Ще до виходу, альбом отримав позитивні відгуки музичних критиків та інтернет-видань, таких як Spin, HipHopDX, The Observer, Entertainment Weekly, AllMusic, Chicago Tribune, NME . Інтегратор рецензій Metacritic дав сумарну оцінку в 75 зі 100 балів .
31 серпня 2015 журнал Billboard встановив, що тираж Beauty Behind the Madness може перевищити 300 000 копій в перший тиждень релізу в США, що потім і підтвердилося. Альбом дебютував на першому місці американського хіт-параду Billboard 200, з тиражем 412 000 копій (включаючи 326 000 істинних альбомних продажів, без урахування перерахунку альбомних треків за новою методикою сумарного підрахунку), ставши для The Weeknd першим альбомом-чарттоппером .

### Підсумкові списки
| Публікація    | Ранг | Посилання |
| ------------- | ---- | --------- |
| Billboard     | 18   | [ 15 ]    |
| Complex       | 23   | [ 16 ]    |
| Mojo          | 45   | [ 17 ]    |
| NME           | 19   | [ 18 ]    |
| Pitchfork     | 43   | [ 19 ]    |
| Rolling Stone | 5    | [ 20 ]    |

## Сингли
31 липня 2014 року вийшов промосингл «Often», який досяг № 59 у Billboard Hot 100 (США) та № 69 у Canadian Hot 100 (Канада) .
Альбомний лід-сингл The Hills вийшов 27 травня 2015 року і дебютував на № 20 в американському хіт-параді Billboard Hot 100 на тиждень, що почався 13 червня 2015 року з тиражем 109 000 цифрових копій. До липня 2015 року The Hills був проданий у кількості 629,000 копій у США і досяг № 10 Billboard Hot 100 .
Наступний сингл «Can't Feel My Face» (другий сингл без урахування промосинглу «Often» та саундтрекового Earned It, а фактично він був четвертим) вийшов 8 червня 2015 року слідом за представленням пісні самим виконавцем на Apple's Worldwide Developers Conference . Пісня дебютувала на № 24 у Billboard Hot 100 з тиражем 93,000 цифрових копій . У свій 3-й тиждень релізу пісня піднялася на № 6 Hot 100, ставши його третім синглом у top-10 (і другим сольним). Через 5 тижнів сингл став № 1 в Hot 100, вперше в кар'єрі The Weeknd (пізніше піднявшись на № 2). В Австралії він дебютував 20 червня 2015 на № 27 .

## Список композицій
Трек-лист адаптований з iTunes Music Store та Amazon Music
| #     | Назва                                  | Автор | Продюсеры                                               | Тривалість |
| ----- | -------------------------------------- | --- | ------------------------------------------------------- | ---------- |
| 1.    | «Real Life»                            | Abel "The Weeknd" Tesfaye Jason "DaHeala" Quenneville Stephan Moccio                                            | The Weeknd Quenneville Moccio                           | 3:43       |
| 2.    | «Losers» (при участии Labrinth)        | Tesfaye Timothy McKenzie Carlo "Illangelo" Montagnese                                                           | The Weeknd Illangelo Labrinth                           | 4:41       |
| 3.    | «Tell Your Friends»                    | Abel Tesfaye Robert Holmes Christopher Pope Carl Marshall Carlo Montagnese Kanye West                           | Che Pope Kanye West Illangelo [a] Mike Dean [b]         | 5:34       |
| 4.    | «Often»                                | Tesfaye Quenneville Ahmad "Belly" Balshe [en] Danny Schofield Sabahattin Ali Ben Diehl Ali Kocatepe Osman İşmen | The Weeknd Billions Quenneville [a]                     | 4:09       |
| 5.    | «The Hills»                            | Tesfaye Montagnese Emmanuel Nickerson (Mano) Balshe                                                             | Produced by Mano Illangelo                              | 4:02       |
| 6.    | «Acquainted»                           | Tesfaye Quenneville Schofield Montagnese Diehl                                                                  | Tesfaye Illangelo Billions Quenneville Danny Boy Styles | 5:48       |
| 7.    | «Can't Feel My Face»                   | Ali Payami Savan Kotecha Max Martin Tesfaye Peter Svensson                                                      | Martin Payami                                           | 3:33       |
| 8.    | «Shameless»                            | Tesfaye Svensson Kotecha Payami Balshe                                                                          | Martin Payami Svensson The Weeknd [a]                   | 4:13       |
| 9.    | «Earned It (Fifty Shades of Grey)»     | Tesfaye Moccio Quenneville Balshe                                                                               | Moccio Quenneville                                      | 4:37       |
| 10.   | «In the Night»                         | Tesfaye Balshe Payami Kotecha Svensson Martin                                                                   | Martin Payami The Weeknd [a]                            | 3:55       |
| 11.   | «As You Are»                           | Tesfaye Balshe Schofield Quenneville Montagnese                                                                 | The Weeknd Illangelo Quenneville Danny Boy Styles       | 5:40       |
| 12.   | «Dark Times» (при участии Эда Ширана)  | Tesfaye Quenneville Ed Sheeran                                                                                  | Illangelo                                               | 4:20       |
| 13.   | «Prisoner» (при участии Ланы Дель Рей) | Tesfaye Elizabeth Grant Montagnese                                                                              | Illangelo The Weeknd [a]                                | 4:34       |
| 14.   | «Angel»                                | Tesfaye Moccio Schofield Diehl                                                                                  | The Weeknd Moccio Danny Boy Styles                      | 6:17       |
| 65:24 |                                        | |                                                         |            |

## Історія виходу
| Регіон  | Дата           | Формат              | Лейбл       |
| ------- | -------------- | ------------------- | ----------- |
| В світі | 28 серпня 2015 | CD digital download | XO Republic |